# Chénelette
Chénelette ist eine französische Gemeinde mit 365 Einwohnern (1. Januar 2022) im Département Rhône in der Region Auvergne-Rhône-Alpes.

## Geografie
Chénelette ist ein kleines Dorf im Nordwesten des Départements Rhône. Der Ort liegt etwa 60 Kilometer nordnordwestlich von Lyon zwischen Roanne und Mâcon am Flüsschen Aze. Die umliegende Landschaft ist geprägt von den bergigen Wäldern und Weiden des Zentralmassivs.

## Geschichte
Chénelette hat seine Wurzeln im Mittelalter, als im 13. Jahrhundert ein Schloss auf dem Gipfel des Mont Tourvéon errichtet wurde. Die Ruinen des Schlosses sind heute noch sichtbar. 
Bevölkerungsentwicklung:
| Jahr                       | 1962 | 1968 | 1975 | 1982 | 1990 | 1999 | 2006 |
| Einwohner                  | 320  | 293  | 277  | 270  | 284  | 315  | 324  |
| Quellen: Cassini und INSEE |      |      |      |      |      |      |      |

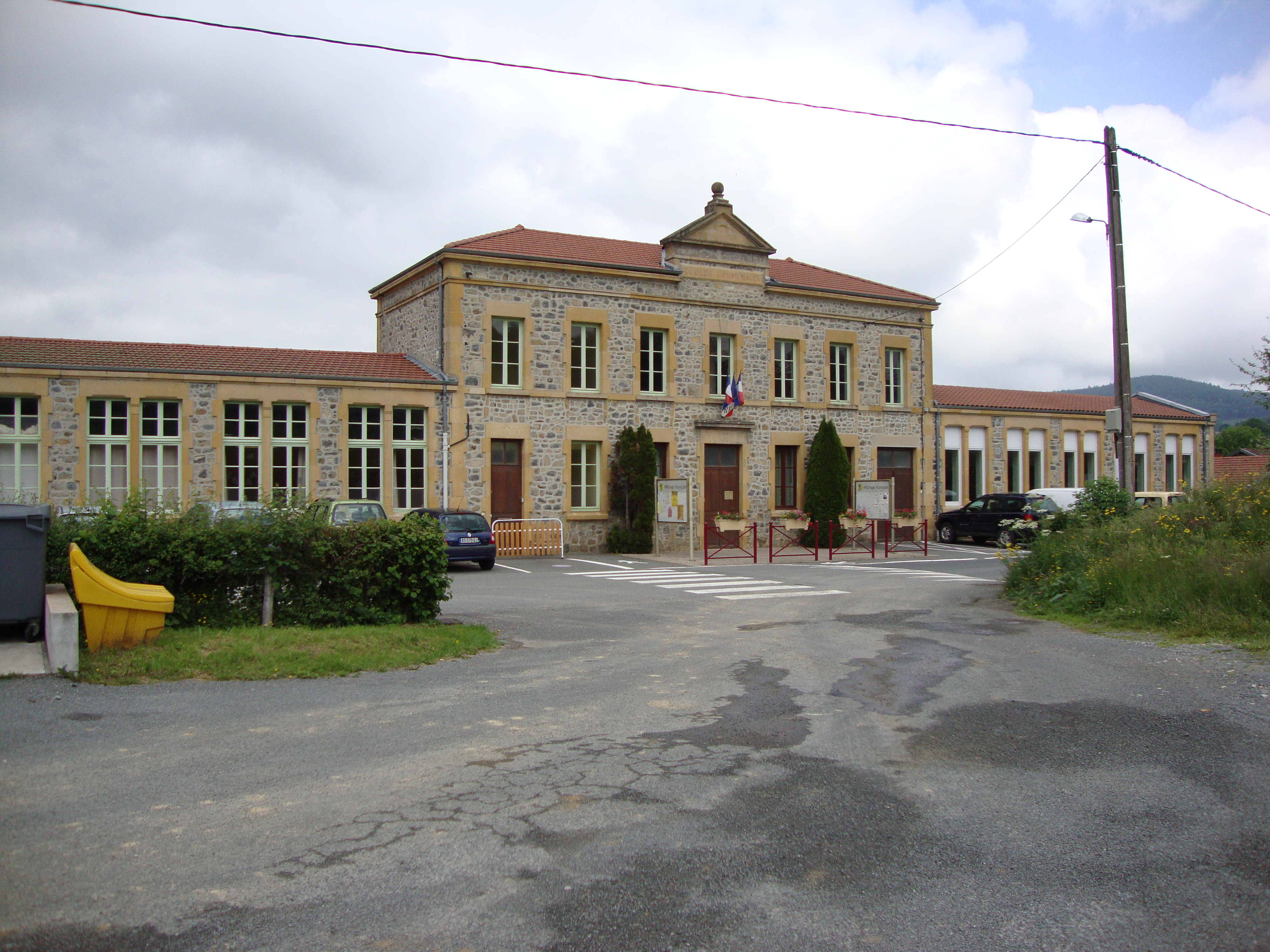
Rathaus
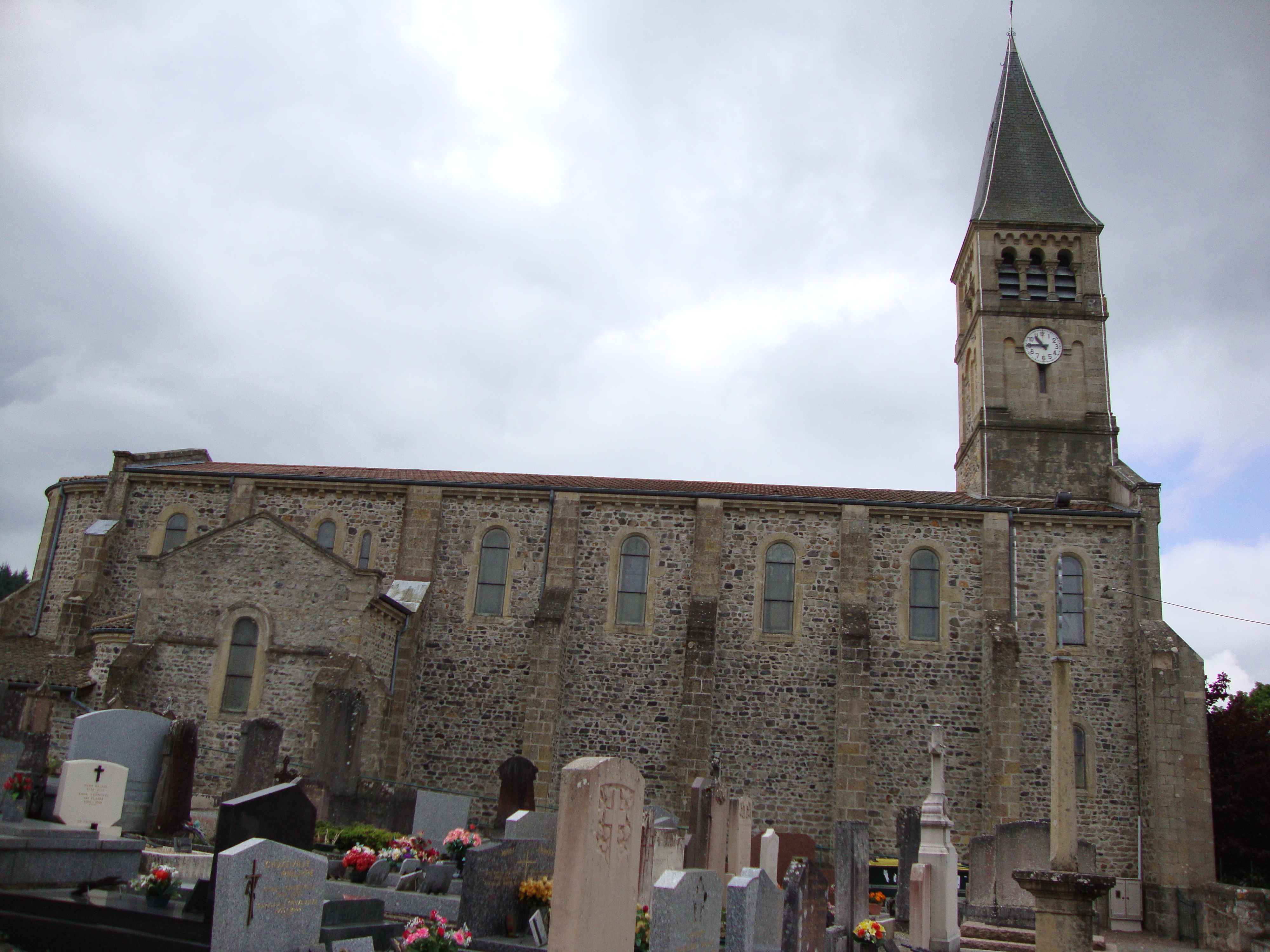
Kirche